# Zikmund Trach z Březí
Zikmund (Sigmund) Trach z Březí (28. listopadu 1775, Zámrsk – 15. ledna 1851, Těšín). Syn barona Zikmunda Tracha z Březí, na Zámrsku, také majitele panství Ruda ve Slezsku, panství Apathy a Vinicy v Maďarsku, a Anny Eleonory rozené Fenzel z Dubovce.

## Život
Rod Trachů z Březí byl rod s dlouhou vojenskou tradicí. Zikmud Trach vstoupil v listopadu 1787 do Tereziánské vojenské akademie ve Vídeňském Novém Městě. V letech 1796, 1797, 1799, 1800 a 1805 se v hodnosti poručíka účastnil vojenských manévrů, bitev. Z Rakousko-uherské armády odešel po roce 1806, aby se ujal správy majetku, který zdědil po svém otci.
V roce 1808, kdy došlo k založení Císařsko-královské zeměbrany, se vrátil do aktivní služby. Byl kapitán 2. praporu Těšínské zeměbraneckého pluku. S tímto plukem se v 19. dubna 1809 účastnil bitvy u Rašína, u Varšavy (Bitwa pod Raszynem, 52°08′58,020″N 20°54′53,410″E), v tehdejším Varšavském knížectví. V bitvě u Saint-Julien-en-Genevois (obec ve Francii) dne 1. března 1814 velel prvnímu pěšímu praporu 20. pěšího pluku Franz Wenzel von Kaunitz-Rietberg. Do roku 1822 sloužil u hraniční jednotky v Bukovině, poté odešel do výslužby.
V roce 1840 daroval část výnosu z majetku na podporu, jako stipendium, pro kadety 20. pěšího pluku (založen 1681, německá uniforma) a 53. pěšího pluku (založen 1756, maďarská uniforma). Více na Seznam pěších pluků císařsko-habsburské armády.

## Majetek
Po otci zdědil panství Zámrsk (Zamarski, Polsko) a získal Apathy a Vinicy v Maďarsku.